# Reprezentacja Polski U-17 w piłce nożnej mężczyzn
Reprezentacja Polski U-17 w piłce nożnej – zespół piłkarski do lat 17, reprezentujący Rzeczpospolitą Polską w meczach i sportowych imprezach międzynarodowych.
Jest jednym z dziesięciu młodzieżowych piłkarskich zespołów narodowych w kraju, powoływanym przez selekcjonera, w którym występować mogą wyłącznie zawodnicy posiadający obywatelstwo polskie i którzy w momencie przeprowadzania imprezy docelowej (finałów Mistrzostw Europy) rocznikowo nie przekroczyli 17 roku życia. Za jej funkcjonowanie odpowiedzialny jest Polski Związek Piłki Nożnej (PZPN).

## Występy na Mistrzostwach Świata U-17
- 1985–1991: nie zakwalifikowała się
- 1993: 4. miejsce[2]
- 1995–1997: nie zakwalifikowała się
- 1999: faza grupowa (4. miejsce w grupie)[3]
- 2001–2019: nie zakwalifikowała się
- 2021: turniej odwołany z powodu pandemii COVID-19[4]
- 2023: faza grupowa (4. miejsce w grupie)[5]

## Występy w ME U-17
- 2002: faza grupowa (3. miejsce w grupie)
- 2003–2010: nie zakwalifikowała się
- 2012:  półfinał
- 2013–2019: nie zakwalifikowała się
- 2020–2021: turniej odwołany z powodu pandemii COVID-19
- 2022: faza grupowa (3. miejsce w grupie)[6]
- 2023:  półfinał[7]

## Trenerzy U-17
Stan na 28 maja 2023, opracowano na podst. materiału źródłowego.
- Andrzej Zamilski (1. kadencja, 1993−1994)
- nieznany (1994–1999)
- Michał Globisz (1999–2000)
- nieznany (2000–2001)
- Andrzej Zamilski (2. kadencja, 2001–2002)
- nieznany (2002–2009)
- Władysław Antoni Żmuda (2009–2010)
- Marcin Dorna (1. kadencja, 2010–2013)
- nieznany (2013–2015)
- Bartłomiej Zalewski (1. kadencja, 2015–2016)
- Robert Wójcik (2017)
- Bartłomiej Zalewski (2. kadencja, 2017–2018)
- Przemysław Małecki (2018–2019)
- Marcin Dorna (2. kadencja, 2019–2020)
- Maciej Stolarczyk (2020)
- Marcin Dorna (3. kadencja, 2020–2021)
- Dariusz Gęsior (2021–2022)
- Marcin Włodarski (2022–2023)
- Rafał Lasocki (2023-obecnie)